# Communauté de communes du Dévoluy
La communauté de communes du Dévoluy est une ancienne communauté de communes française, située dans le département des Hautes-Alpes.

## Composition
Elle est composée des communes suivantes :
1. Agnières-en-Dévoluy
2. La Cluse
3. Saint-Disdier
4. Saint-Étienne-en-Dévoluy

## Historique
Créée par arrêté préfectoral du 23 décembre 1994, elle entre en vigueur le 1er janvier 1995.
Elle cesse d'exister le 31 décembre 2012 et ses compétences sont reprises par la commune nouvelle appelée Dévoluy qui regroupe les quatre communes.

## Sources
- le splaf
- la base aspic